# Tramwaje w Czeladzi
Tramwaje w Czeladzi – element systemu transportu tramwajowego Górnośląsko-Zagłębiowskiej Metropolii na terenie miasta Czeladź funkcjonujący od 1928 roku. Na terenie miasta znajduje się jedna pętla tramwajowa.

## Historia
Po zakończeniu wielkiej wojny i powstaniu niepodległego państwa Polskiego warszawskie przedsiębiorstwo Siła i Światło wystąpiło do miast zagłębia dąbrowskiego z propozycją budowy normalnotorowych linii tramwajowych. Zezwolenie wydano w kwietniu 1919 roku, a już w czerwcu tego samego roku wytyczono trasy przyszłych linii tramwajowych. Ostatecznie projektu tego nie zrealizowano.
15 stycznia 1920 roku odbyło się posiedzenie rady miejskiej w Sosnowcu, gdzie uchwalono Komitet Organizacyjny Budowy Tramwajów w Zagłębiu, z udziałem przedstawicieli czterech miast: Będzina, Czeladzi, Dąbrowy Górniczej i Sosnowca. Po długich pertraktacjach 5 kwietnia 1922 roku sprawę sfinalizowano.
Decyzję o budowie tramwaju mającego połączyć Sosnowiec z Czeladzią z przebiegiem przez Będzin podjęto ustawą z dnia 14 października 1921 roku, kiedy udzielono koncesji spółce Tramwaje Elektryczne. 27 stycznia 1929 roku nastąpiło uruchomienie sieci tramwajowej w Czeladzi, która kursowała na rynek miasta. W listopadzie 1929 roku uzyskano zgodę Urzędu Wojewódzkiego na budowę linii tramwajowej Siemianowice Śląskie – Czeladź, lecz jej ostatecznie nie zrealizowano z powodu wybuchu wielkiego kryzysu.
W okresie II wojny światowej nad tramwajami w regionie górnośląsko-dąbrowskim ustanowiono przymusowy zarząd niemiecki. Po II wojnie światowej, w lipcu 1945 roku sieć tramwajową w regionie przejęła spółka Koleje Elektryczne Zagłębia Śląsko-Dąbrowskiego pod przymusowym zarządem Ministerstwa Komunikacji.
W 1984 roku oddano do użytku dłuższy fragment linii tramwajowej do pętli na ulicy Kombatantów, która zastąpiła pętlę na rynku zostając tym samym zlikwidowana.
W październiku 2019 roku z powodu rozpoczęcia budowy centrum przesiadkowego na pętli Kombatantów wstrzymano kursowanie tramwajów linii 22. Przywrócenie połączeń tramwajowych nastąpiło 6 lipca 2020 roku. 1 czerwca 2021 roku oddano do użytku centrum przesiadkowe z dworcem autobusowo–tramwajowym. Tym samym pętla Czeladź Kombatantów zmieniła nazwę na Czeladź Dworzec.
Obecnie na stan 2025 roku, linia tramwajowa nr 22 jest wstrzymana z kursowania ze względu na modernizację torowiska wzdłuż Os. Syberka w Będzinie.

## Linie tramwajowe
| Linia | Przystanek początkowy | Przystanek końcowy    | Miasta                            |
| ----- | --------------------- | --------------------- | --------------------------------- |
| 22    | Czeladź Dworzec       | Tworzeń Huta Katowice | Czeladź, Będzin, Dąbrowa Górnicza |